# Rutger Fuchs
Rutger Fuchs, född 2 april 1682 i Malmö, död 10 april 1753 i Stockholm, var en svensk friherre, generalmajor och överståthållare.

## Biografi
Rutger Fuchs var son till överstelöjtnant Kristian Fuchs, som 1648 flyttade till Sverige och blev kommendant i Malmö. Modern hette Susanna Eleonora Lejonsten. Han inledde sin militära bana 1699, blev kapten 1704 och tjänstgjorde fram till 1707 i östersjöprovinserna och i Finland samt därefter i Sverige. Fuchs blev 1710 major vid Dalregementet och 1712 överstelöjtnant. Samma år följde han med Magnus Stenbock till Tyskland. I slaget vid Gadebusch kommenderade han hela Dalregementet och sårades i striden, så att han därefter tvingades att använda kryckor ett helt år. 1716 deltog Rutger Fuchs i Karl XII:s anfall mot Norge. Han blev samma år adlad och befordrad till överste, först vid Dalregementet och sedan vid Södermanlands regemente (fram till 1739). Han deltog även i det andra fälttåget mot Norge 1718. Efter hemkomsten utförde han sin mest berömda bedrift, då han med sitt regemente, som räknade endast 700-800 man, gjorde en avgörande insats i striden vid Södra Stäket den 13 augusti 1719. För denna bragd upphöjdes Fuchs samma år i friherrligt stånd och utnämndes till generalmajor.
Under den följande tiden tog Fuchs verksam del i det politiska livet. Han slöt sig i allmänhet till Arvid Horn. Den krigiska stämning, som väcktes till liv på 1730-talet, tycks emellertid ha påverkat den gamle krigaren, och vid riksdagen 1738-39 slöt sig Fuchs till hattpartiet, insattes i sekreta utskottet och i den tolvmannanämnd, som utarbetade en försvarsplan och det så kallade sekreta bihang, genom vilket regeringen under vissa omständigheter bemyndigades förklara Ryssland krig. 1739 utnämndes Fuchs, efter påtryckningar från ständerna, till överståthållare i Stockholm. Det dröjde emellertid inte länge förrän Fuchs åter skilde sig från hattarna och redan 1740 uppträdde han ivrigt mot krigspolitiken och tillhörde under den följande partikampen mösspartiets ledande och mest ansedda män.
Rutger Fuchs var gift tre gånger. Han dog barnlös den 10 april 1753 i Stockholm och är jordfäst i Riddarholmskyrkan.
Rutger Fuchsgatan på Södermalm i Stockholm och Rutger Fuchsvägen i Saltsjö-Boo är uppkallade efter honom.